# ألكسي فاسيليف
ألكسي فاسيليف (بالروسية: Васильев, Алексей Михайлович)‏ مؤرخ ومستعرب روسي وباحث في شؤون الشرقين الأوسط والأدنى و مدير معهد الدرسات الأفريقية التابع لأكاديمية العلوم الروسية، له عشرات المؤلفات ومئات المقالات العلمية.

## مؤلفات
- تاريخ العربية السعودية
- الملك فيصل شخصيته وعصر و إيمانه.
- مصر والمصريون

## الترجمات
- "من لينين الى بوتين. روسيا في الشرق الأوسط و الأدني"، المؤلف ألكسي فاسيليف، القاهرة، 2018، دار نشر "أنباء روسيا" - ترجمة د. محمد نصر الجبالي.[4]